# Sebastiaan Bleekemolen

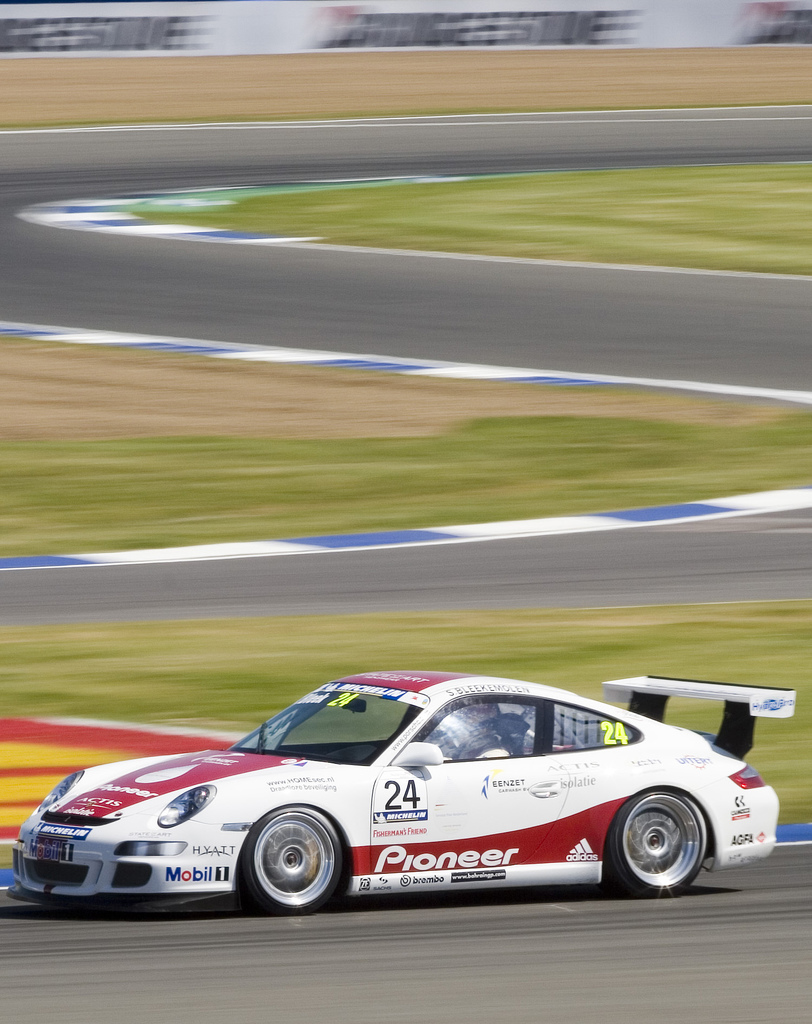
Sebastiaan Bleekemolen im Porsche Supercup 2006 in Silverstone

Sebastiaan Bleekemolen (* 9. August 1978 in Haarlem) ist ein niederländischer Automobilrennfahrer. Er ist der Sohn des Rennfahrers Michael Bleekemolen sowie der Bruder von Jeroen Bleekemolen.

## Karriere
Seine ersten Erfolge fuhr Bleekemolen 1996 in der niederländischen Formel Ford 1600 und Formel Ford 1800 Benelux ein, indem er beide Meisterschaften für sich entschied. Nach einem durchwachsenen Jahr im Renault Sport Spider Trophy wurde er Fünfter in der Renault Megane Trophy, in der er unter anderem auch gegen seinen Vater und Bruder fuhr. 1999 konnte er abermals den fünten Gesamtrang holen. 2000 wurde Bleekemolen im familieneigenen Team Dreizehnter in der Niederländischen Tourenwagen-Meisterschaft (Dutch Touring Car Championship). Im selben Jahr wurde er Elfter der FIA-GT-Meisterschaft. 2002 gewann Bleekemolen erstmals den niederländischen Renault Clio Cup; diesen Erfolg konnte er 2004 und 2011 wiederholen. 2014 und 2016 gewann er den Renault Clio Cup Benelux. 2017 wurde Bleekemolen zusammen mit Melvin de Groot, Rob Smith und Rene Steenmetz Erster beim 24-Stunden-Rennen von Silverstone.

## Team Bleekemolen
Gemeinsam mit seinem Vater betreibt Sebastian Bleekemolen das Rennteam Team Bleekemolen, zwei Kartbahnen in Amsterdam und Delft sowie den Race Planet, wo Privatpersonen Sport-, Formel- und Tourenwagen über den Circuit Zandvoort fahren können.

## Statistik

### Karrierestationen
| - 1996: Formel Ford 1600 NL (Platz 1) - 1996: Formel Ford 1800 Benelux (Platz 1) - 1997: Renault Spider Trophy (Platz 24) - 1998: Renault Megane Trophy (Platz 5) - 1999: Renault Megane Trophy (Platz 5) - 1999: Renault Clio Trophy NL (Platz 9) - 1999: Renault Clio Trophy NL (Platz 12) - 2000: Niederl. Tourenwagen-Meisterschaft (Platz 13) - 2001: FIA-GT-Meisterschaft (Platz 11) - 2001: Renault Clio Trophy NL (Platz 24) - 2001: Renault Clio Cup NL (Platz 6) - 2001: Renault Clio International Cup (Platz 13) - 2002: Alfa 147 Challenge NL (Platz 3) - 2002: Renault Clio Trophy NL (Platz 15) - 2002: Renault Clio Cup NL (Platz 1) - 2003: Alfa 147 Challenge NL (Platz 8) - 2003: Renault Clio Cup NL (Platz 3) | - 2003: Porsche Supercup (Platz 9) - 2004: Renault Clio Cup NL (Platz 1) - 2004: Porsche Supercup - 2004: Porsche Carrera Cup Deutschland - 2005: Porsche GT3 Cup Challenge NL (Platz 4) - 2006: Porsche Supercup (Platz 18) - 2007: Renault Clio Cup NL (Platz 8) - 2007: Porsche Supercup (Platz 12) - 2008: ADAC GT Masters (Platz 19) - 2008: Renault Clio Cup NL (Platz 14) - 2008: Porsche Supercup (Platz 16) - 2009: Renault Clio Cup NL (Platz 23) - 2009: Porsche Carrera Cup Deutschland - 2009: Niederländische GT4-Meisterschaft (Platz 9) - 2010: Renault Clio Cup NL (Platz 21) - 2010: Niederländische GT4-Meisterschaft (Platz 12) - 2010: Porsche Supercup (Platz 16) | - 2011: Porsche Supercup (Platz 11) - 2011: Renault Clio Cup NL (Platz 1) - 2011: Eurocup Clio (Platz 8) - 2012: VLN (Platz 735) - 2012: Renault Clio Cup NL (Platz 2) - 2012: Porsche Carrera Cup Deutschland (Platz 18) - 2012: Porsche Supercup (Platz 11) - 2013: Porsche Supercup (Platz 18) - 2013: Renault Clio Cup NL (Platz 3) - 2014: ADAC GT Masters - 2014: Renault Clio Cup Benelux (Platz 1) - 2014: Porsche Supercup - 2015: Renault Clio Cup Benelux (Platz 5) - 2016: Renault Clio Cup Benelux (Platz 1) - 2016: Renault Clio Cup Central Europe (Platz 9) - 2016: Renault Clio Cup Central Europe |

### Sebring-Ergebnisse
| Jahr | Team                | Fahrzeug              | Teamkollege        | Teamkollege    | Platzierung             | Ausfallgrund |
| ---- | ------------------- | --------------------- | ------------------ | -------------- | ----------------------- | ------------ |
| 2011 | Black Swan Racing   | Porsche 997 GT3 Cup   | Damien Faulkner    | Tim Pappas     | Rang 21 und Klassensieg |              |
| 2012 | Green Hornet Racing | Porsche 997 GT3 Cup   | Damien Faulkner    | Peter LeSaffre | Rang 36                 |              |
| 2014 | Riley Motorsports   | SRT Viper GT3-R       | Jeroen Bleekemolen | Ben Keating    | Ausfall                 | Unfall       |
| 2015 | Riley Motorsports   | Dodge Viper SRT GT3-R | Jeroen Bleekemolen | Ben Keating    | Ausfall                 | Defekt       |

### Einzelergebnisse in der FIA-Langstrecken-Weltmeisterschaft
| Saison | Team                | Rennwagen           | 1   | 2   | 3   | 4   | 5   | 6   | 7   | 8   |
| ------ | ------------------- | ------------------- | --- | --- | --- | --- | --- | --- | --- | --- |
| 2012   | Green Hornet Racing | Porsche 997 GT3 Cup | SEB | SPA | LEM | SIL | SAO | BAH | FUJ | SHA |
| 2012   | Green Hornet Racing | Porsche 997 GT3 Cup | 21  |     |     |     |     |     |     |     |